# Општина Цифешти (Вранча)
Цифешти (рум. Ţifeşti) општина је у Румунији у округу Вранча.
Oпштина се налази на надморској висини од 145 m.